# Pajala marknad
Pajala marknad är Norrbottens största sommarmarknad. Med anor från 1700-talet, infaller den andra helgen efter midsommar. Marknaden lockar 40.000 - 50.000 besökare varje år. 
Arrangör för Pajala marknad är Pajala turism och evenemang.[sedan när?]